# Morcheeba

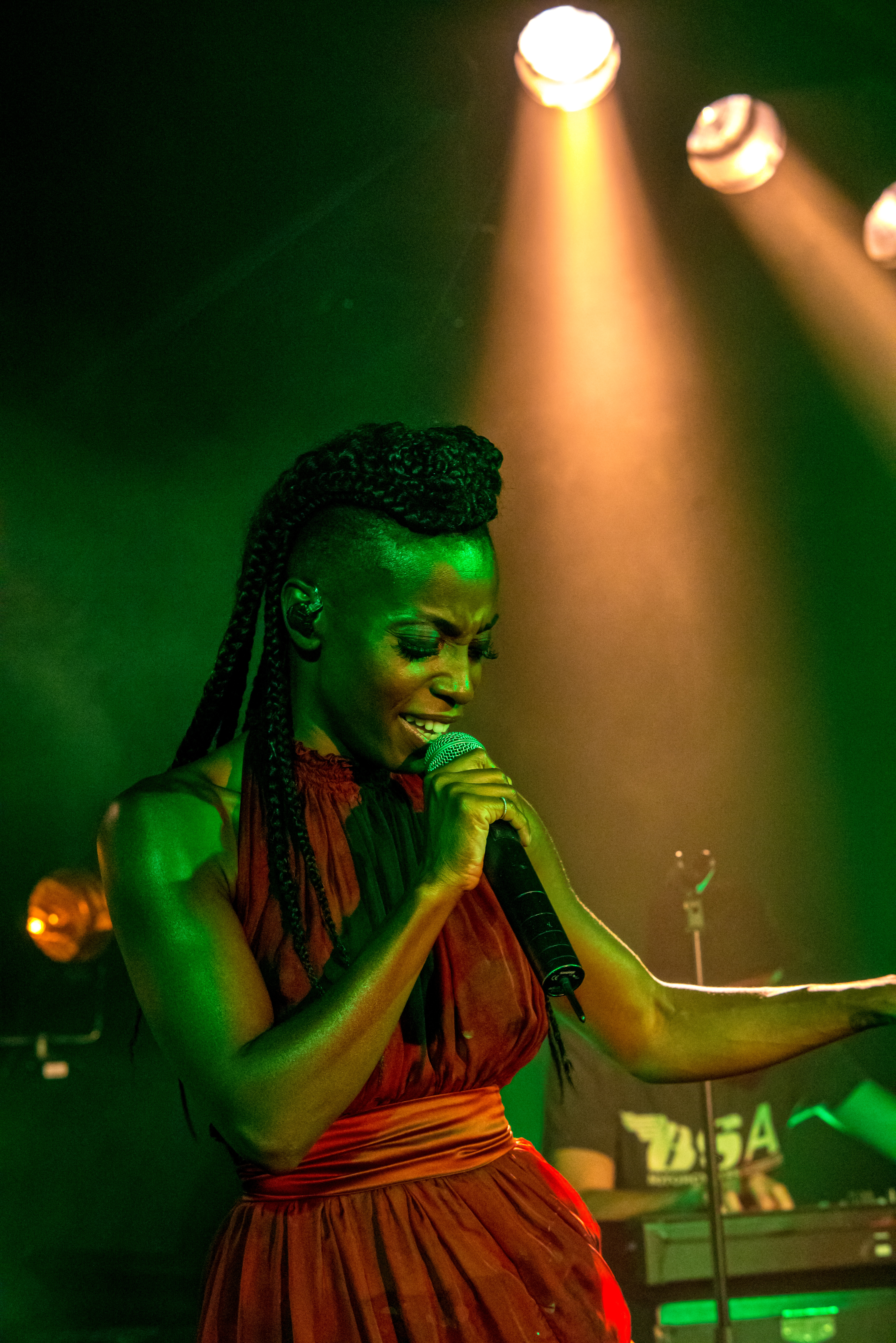
Morcheeba, Zelt-Musik-Festival 2018 Friburg, Alemanya

Morcheeba és una banda britànica que barreja influències de trip hop, blues i pop.
A mitjans de l'any 1990, els germans Godfrey (el DJ Paul Godfrey i el multiinstrumentista Ross Godfrey) es van unir a Skye Edwards com a vocalista. Cinc àlbums més tard, en el 2003, Edwards va deixar la banda. En el 2005 Morcheeba va gravar altre àlbum al costat de Daisy Martey (anteriorment parteix de la banda Noonday Underground) per a reemplaçar a Edwards com a vocalista. La veu de Edward s'havia tornat una part integral del so de Morcheeba, i la nova cantant va haver d'afrontar dures crítiques tant de part dels fans com dels crítics de música. En els últims shows en viu els germans Godfrey han reemplaçat a Martey amb altra vocalista, Jody Sternberg.

## Membres
- Paul Godfrey
- Ross Godfrey
- Daisy Martey

### Altres membres
- Skye Edwards
- Jody Sternberg

## Discografia

### Àlbums d'estudi
- Who Can You Trust? (1996)
- Big Calm (1998)
- Fragments of Freedom (2000)
- Charango (2002)
- The Antidote (2005)
- Dive Deep (2008)
- Blood Like Lemonade (2010)
- Head Up High (2013)
- Blaze Away (2018)
- Blackest Blue (2021)

### Àlbums compilatoris i altres
- Beat & B-Sides (1997)
- La Boule Noire (1998)
- Back To Mine (2001)
- Parts of the Process (2003)